# Русские сезоны
«Ру́сские сезо́ны» (фр. Saisons Russes) — театральная антреприза С. П. Дягилева. Гастрольные выступления артистов Императорских театров Санкт-Петербурга и Москвы по 1908 и до 1921 года.

## История
Театральным «сезонам» за границей предшествовали выставки, в том числе Русская художественная выставка в рамках парижского Осеннего салона 1906 года и Исторические русские концерты в Париже в 1907 году. В «Русских сезонах» был показан ряд русских опер и новые русские балеты в хореографии М. М. Фокина и других.
19 мая 1908 года в Парижской опере «Русские сезоны» открылись оперой «Борис Годунов» М. П. Мусоргского, под покровительством великого князя Владимира Александровича. За основу постановки была взята редакция Н. А. Римского-Корсакова, в которой опера шла на сцене Мариинского театра, Дягилевым осуществлён ряд купюр и перестановок. Опера с Ф. И. Шаляпиным в заглавной роли  имела огромный успех и колоссальный общественный резонанс, «её называли шедевром и находили ей аналогию лишь в созданиях Шекспира».

Успех «Бориса» окрылил Дягилева и подготовил почву для организации ежегодных Русских сезонов в Париже (предполагалось, что они будут оперными). В сезон 1909 года Дягилев намеревался показать своего рода антологию русской оперной классики: «Руслана и Людмилу» Глинки, «Юдифь» Серова, «Князя Игоря» Бородина, «Псковитянку» Римского-Корсакова, переименованную в «Ивана Грозного», и снова «Бориса Годунова». Неожиданно планы изменились. Друзья и соратники Дягилева уговорили его представить французам, кроме опер, еще и новый русский балет. К названным операм присоединили четыре одноактных балета. Грандиозный замысел оказался, однако, не по средствам: высочайшим повелением Дягилеву было отказано в субсидии. Пришлось сильно сократить оперный репертуар. Целиком была поставлена только «Псковитянка» с Шаляпиным в роли Грозного— Дягилев и музыка Русских сезонов: 1908–1914
.
19 мая 1909 года в парижском театре «Шатле» состоялся первый балетный показ «Русских сезонов»: «Павильон Армиды» Н. Н. Черепнина (хореограф М. М. Фокин, художник А. Н. Бенуа: повторение спектакля Мариинского театра; в главной роли – В. Каралли). В 1910 антрепризой С. П. Дягилева были представлены исключительно балеты, а в 1911 году он принял решение вместо балетных гастролей артистов Императорских театров организовать постоянно действующую труппу Русский балет Дягилева. Этой труппой он руководил в 1911–1929 годах.
В 1909 году впервые, наряду с оперными спектаклями, показаны балеты Михаила Фокина: «Павильон Армиды», «Половецкие пляски», «Сильфиды» на музыку Шопена, «Клеопатра» («Египетские ночи») Аренского и дивертисмент «Пир» на музыку Глинки, Чайковского, Глазунова и Мусоргского. Декорации к этим постановкам готовили именитые российские художники: А.Н. Бенуа, Н.К. Рерих, Л.С. Бакст и другие.
Оперные «сезоны» продолжались вплоть до начала Первой мировой войны летом 1914 года, последняя премьера – «Майская ночь» Н. А. Римского-Корсакова (26 июня). Последний спектакль Дягилевской антрепризы состоялся 25 июля 1914 года.
Кроме спектаклей, участники Дягилевской антрепризы участвовали в разного рода концертах с исполнением музыки русских композиторов.

## Программа «Русских сезонов» (выборочно)
- Опера «Борис Годунов» М. П. Мусоргского (1908 г.): на сцене Парижской оперы. Декорации А. Я. Головина, А. Н. Бенуа, костюмы Головина (костюм Бориса выполнен в 1904 г.), И. Я. Билибина. Режиссёр А. А. Санин. Дирижёр Ф. М. Блуменфельд. Хормейстер У. И. Авранек. Главный машинист сцены К. Ф. Вальц. В заглавной роли – Ф. И. Шаляпин, в числе солистов: И. А. Алчевский (Шуйский), В. И. Касторский (Пимен), Д. А. Смирнов (Самозванец), Н. С. Ермоленко-Южина (Марина Мнишек), В. С. Шаронов (Варлаам). Опера исполнялась в «Русских сезонах» также в 1909 г. (Парижская опера, дирижёр Э. А. Купер), в 1913 г. (Париж, Театр Елисейских Полей, дирижёр Купер, хормейстер Д. И. Похитонов; Лондон, «Друри Лейн», дирижёры Э. А. Купер, Т. Бичем) и в 1914 г. («Друри Лейн»). В главной роли неизменно выступал Ф. Шаляпин.
- Опера «Псковитянка» Н. А. Римского-Корсакова (1909 г.):  на сцене театра «Шатле» (Париж). Художники А. Я. Головин, Н. К. Рерих, Д. С. Стеллецкий. Режиссёр А. А. Санин. Дирижёр Н. Н. Черепнин. Хормейстер У. И. Авранек. Солисты: Ф. И. Шаляпин (Иван Грозный), Л. Я. Липковская (Ольга Токмакова), В. И. Касторский (Юрий Токмаков), В. П. Дамаев (Михайло Туча) и др. Исполнялась в «Русских сезонах» также в 1913 г. («Друри Лейн»,  дирижёр Э. А. Купер, хормейстер Д. И. Похитонов) и в 1914 г. («Друри Лейн», дирижёр Э. А. Купер). В роли Ивана Грозного выступал исключительно Ф. Шаляпин.
- Опера «Руслан и Людмила» М. И. Глинки: увертюра и 1-е действие (1909 г.). На сцене театра «Шатле». Художник К. А. Коровин (декорации постановки императорского Большого театра 1907 года). Режиссёр А. А. Санин. Дирижёр Э. А. Купер. Хормейстер У. И. Авранек. Солисты: Л. Я. Липковская (Людмила), В. И. Касторский (Руслан) и другие.
- Опера «Юдифь» А. Н. Серова: 4-е действие (1909 г.).  На сцене театра «Шатле». Художники В. А. Серов, Л. С. Бакст. Режиссёр А. А. Санин. Хореограф М. М. Фокин. Дирижёр Э. А. Купер. Хормейстер У. И. Авранек. Солисты: Ф. В. Литвин (Юдифь), Ф. И. Шаляпин (Олоферн) и другие.
- Павильон Армиды
- Половецкие пляски - самостоятельный одноактный балет вне оперы «Князь Игорь»
- Сильфиды
- Клеопатра
- Дивертисмент Пир
- 19 мая 1909 года — Половецкие пляски, Театр Шатле (Париж) — постановка Михаила Фокина. Дирижёр: Э. А. Купер, сценография: Н. К. Рерих. Исполнители: А. Р. Больм, Е. А. Смирнова, С. Ф. Фёдорова.
- «Петрушка» (русские потешные сцены в четырёх картинах) — одноактный балет в четырёх картинах композитора Игоря Стравинского, либретто — Александр Бенуа с участием Стравинского, декорации и костюмы Александра Бенуа, постановка Михаила Фокина. Создан для «Русских сезонов» Сергея Дягилева, премьера состоялась 13 июня 1911 года в Париже, на сцене театра Шатле. Главные партии исполняли Вацлав Нижинский (Петрушка), Тамара Карсавина (Балерина), Александр Орлов (Арап), Энрико Чеккетти (Фокусник), дирижёр — Пьер Монтё.
- «Весна священная» (фр. Le Sacre du printemps) — балет русского композитора Игоря Стравинского, премьера которого состоялась 29 мая 1913 года в театре Елисейских Полей в Париже. Автор декораций, костюмов, либретто — Николай Рерих, хореограф — Вацлав Нижинский, импресарио — Сергей Дягилев.[4]
- «Хованщина» М. П. Мусоргского (1913 г.). За основу взята редакция Н. А. Римского-Корсакова, Дягилевым были сделаны купюры, дополнения и перестановки. Опера показана на сцене Театра Елисейских Полей (Париж). Художник Ф. Ф. Федоровский. Режиссёр А. А. Санин. Дирижёр Э. А. Купер. Хормейстер Д. И. Похитонов. Солисты: Ф. И. Шаляпин (Досифей), Е. Ф. Петренко (Марфа), М. И. Бриан (Эмма), П. З. Андреев (Шакловитый), В. П. Дамаев (Андрей Хованский) и др. Опера исполнялась также в Лондоне в театре  «Друри Лейн» в 1913 г. (дирижёры Э. А. Купер, Т. Бичем, основные солисты те же) и в 1914 г. (дирижёр Купер).
- «Соловей» И. Ф. Стравинского (1914 г.). На сцене Парижской оперы. Художник А. Н. Бенуа. Режиссёры А. Н. Бенуа, А. А. Санин. Хореограф С. Л. Григорьев. Дирижёр П. Монтё. Солисты: П. З. Андреев (Император), А. И. Добровольская (Соловей), Е. Ф. Петренко (Смерть), М. И. Бриан (Кухарочка) и др. Опера исполнялась также в 1914 г. в Лондоне в театре  «Друри Лейн» (дирижёр Э. А. Купер, солисты те же).
- «Князь Игорь» А. П. Бородина (1914 г. ). На сцене «Друри Лейн»  (Лондон).  Художник Н. К. Рерих. Режиссёр А. А. Санин.  Хореограф М. М. Фокин. Дирижёр Л. П. Штейнберг. Солисты: П. З. Андреев (Князь Игорь), И. П. Варфоломеев (Владимир Игоревич, Овлур; исполнял обе партии во всех спектаклях), Ф. И. Шаляпин (Хан Кончак, Князь Галицкий; исполнял обе партии во всех спектаклях), Е. Ф. Петренко (Кончаковна), М. Н. Кузнецова-Бенуа (Ярославна) и другие.
- 5 ноября 1914 года Михаил Фокин создал свою хореографическую версию «Половецких плясок» в дягилевских русских сезонах, премьера прошла в театре «Шатле», Париж. С декорациями Н. К. Рериха, дирижёр Э. А. Купер; роли исполняли — А. Р. Больм, Е. А. Смирнова, С. В. Фёдорова (Фёдорова 2-я).
- «Майская ночь» Н. А. Римского-Корсакова: 1914 г. На сцене «Друри Лейн» (Лондон). Художник Ф. Ф. Федоровский. Дирижёр Л. П. Штейнберг. Солисты: Д. А. Смирнов (Левко), Е. Ф. Петренко (Ганна) и другие.

Среди постановок: балеты И. Ф. Стравинского («Петрушка», 1911; «Весна священная», 1913; «Свадебка», 1923; «Аполлон Мусагет», 1928), К. Дебюсси («Послеполуденный отдых фавна», 1912; «Игры», 1913).

## Хоры и оркестры
Наряду с солистами оперы и балета Императорских театров, в «сезонах» участвовали:  хор Московского императорского Большого театра (1908, 1909 и 1914 гг.; по итогам выступлений в 1908 г. в Париже хор получил от правительства Франции почётную награду за заслуги в области образования и культуры – знак «Золотые Академические пальмы»),  хор Петербургского императорского Мариинского театра (1913 г.), оркестр Большого театра (1909 г.). В 1908 г. и 1910 г. спектакли исполнялись с оркестром Парижской оперы. В лондонских «сезонах» 1911–1914 гг. участвовали театральные оркестры Лондона, Симфонический оркестр Т. Бичема.

## Балетные спектакли «Русских сезонов»
Для показа балетов ещё в 1911 году была образована специальная труппа Русский балет Дягилева. В рамках антрепризы «Русских сезонов» балеты ставились только в 1909 и 1910 годах. Балетные спектакли «Русских сезонов» в русской и зарубежной литературе нередко называют также «Русским балетом Дягилева».

### Балеты И. Ф. Стравинского
- «Петрушка», 1911;
- «Весна священная», 1913;
- «Свадебка», 1923;
- «Аполлон Мусагет», 1928.

### Балеты К. Дебюсси
- «Послеполуденный отдых фавна», 1912;
- «Игры», 1913.